# 寂心さんのクス

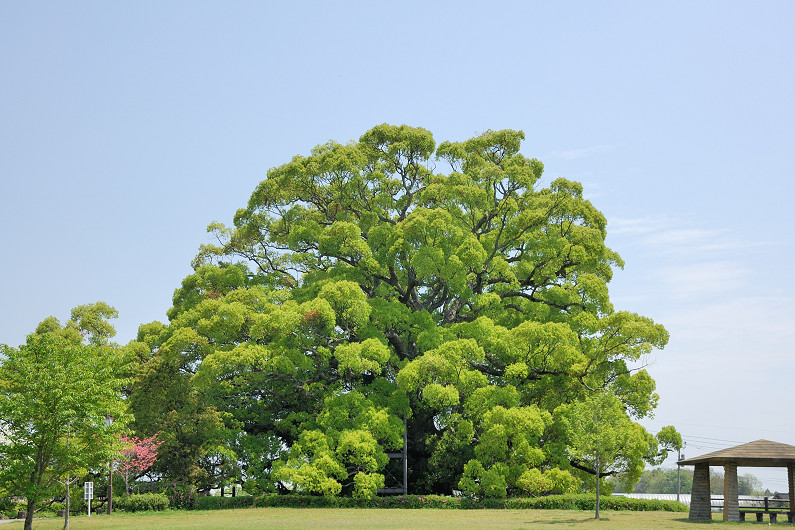
寂心さんのクス

寂心さんのクス（じゃくしんさんのクス）は、熊本県熊本市北区北迫町に生育するクスノキの巨木である。熊本城の基礎となった隈本城を築いた鹿子木親員入道寂心（かのこぎちかかずにゅうどうじゃくしん）手植えの木と伝えられ、根元にはその墓石を巻き込むような形で成長している。推定の樹齢は800年といわれ、整った樹形と枝ぶりや根張りの大きさなどでクスノキの名木の1つに挙げられて熊本県指定天然記念物や「新日本名木100選」に選ばれている。

## 由来

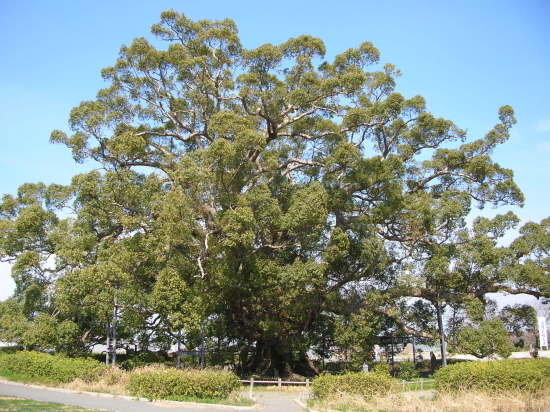
寂心さんのクス

JR九州鹿児島本線の植木駅から30分ほど歩くと、旧植木町 
との境界近くにある北迫集落の手前に大きなクスノキが見えてくる。この木が寂心さんのクスで、推定の樹齢は800年、幹周は2008年（平成20年）の時点で17.1メートル、樹高は30メートルを測る。主幹は地表から5-6メートル付近でいくつかの支幹や大枝をさまざまな方向に伸ばし、上方に伸びるものや下方に向かって生育するものなどが、こんもりとした一つの森のような樹姿を形作っている。四方への枝張りは50メートルほどで、そのうち南西方向に伸びた大枝は30メートル近くの長さがある。根張りもしっかりとした木であり、太い根が地面の四方八方をはい回るように伸びている様子は「大蛇」や「巨大なタコの足」などと形容される。
このクスノキの名前の由来となった「寂心さん」とは、戦国時代にこの付近を領した武将・鹿子木親員のことである。鹿子木氏の祖は、源頼朝の命により肥後国飽田郡にあった鹿子木荘という荘園の地頭となった三池貞教まで遡る。貞教はこの地に赴いたのちに「鹿子木」の姓を名乗り、親員は10代目であった。親員は文武両道に優れ、「肥後国の老者」と称えられた人物であり、紛争の調停に尽力した他、寺社の復興や造営、熊本城の原型となる隈本城を後の熊本県立第一高等学校付近に築くなどの功績を残していた。この地にクスノキを植えたのは、親員と伝えられる。後に出家して「厳松軒寂心」と号し、1549年（天文18年）に死去した。死後に親員改め寂心は、このクスノキの下に葬られた。
クスノキは大きく成長して、やがて寂心の墓石をその根の中に巻き込むような形になった。そのため地元の人々はクスノキを「寂心さんのクス」と呼ぶようになり、憩いの場として親しんだ。子供たちが木登りをしても怪我することがないとされて「子供の神様」とも言われ、古い時代には近在の農家から「馬の神様」としても崇められていた。北迫集落では毎年1月11日を寂心の命日として神事を行い、新年の門出の日としている。近隣の4つの隣保班が持ち回りで樹下の清掃を月2回行い、9月11日には祭を執り行って周囲にある竹の柵を新たに青竹で組み直すなど、大切に扱っている。周囲は緑地公園として整備され、「寂心緑地」と呼ばれている。1991年（平成3年）9月に襲来した台風19号（りんご台風）の被害に遭って相当数の枝を失ったが、その後回復して樹勢の衰えは見られない。
寂心さんのクスは大きさや樹勢、樹形や枝張りが優れ、日本に生育するクスノキの中でも代表的なものとされている。『巨樹・巨木をたずねて』の著者でカメラマンの高橋弘は、「私が自信を持ってお勧めする最高の1本」と記し、「これだけのクスノキが国指定天然記念物の指定を受けていないのは、まことに不思議なことである」と高い評価を与えた。国の天然記念物には2013年（平成25年）4月現在の時点では指定されていないものの、1974年（昭和49年）5月8日に熊本県の天然記念物になった。1990年（平成2年）に開催された「国際花と緑の博覧会」に合わせて企画された「新日本名木100選」では、熊本県から唯一選定されている。熊本県は寂心さんのクスの他にも同じく熊本市の「藤崎台のクスノキ群」（国指定天然記念物）や宇土市の「栗崎の天神クス」（熊本県指定天然記念物）などクスノキの大木が多く、1966年（昭和41年）10月にクスノキを「県の木」に選んでいる。

## 交通アクセス
所在地
- 熊本県熊本市北区北迫町618

交通
- JR九州鹿児島本線、植木駅下車徒歩約30分、または植木駅下車、車で約10分[2][3]。
- 九州自動車道「植木IC」から熊本市街方面へ車で約15分[5]。